# Valvola a fungo

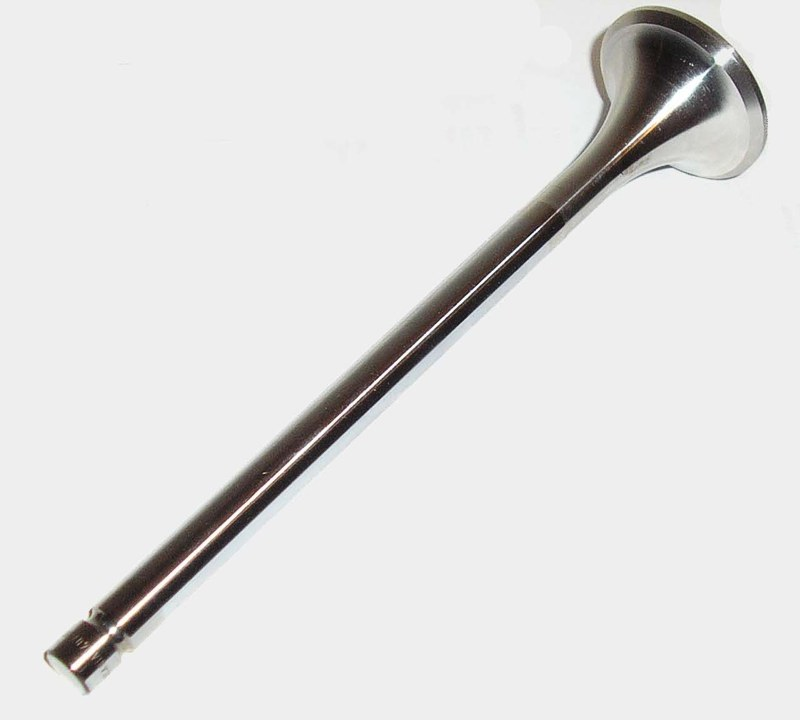
Valvola a fungo di un motore a 4 tempi

La valvola a fungo (in inglese poppet valve o mushroom valve) nei motori a combustione interna del tipo a quattro tempi, lavora e viene progettata assieme alla propria sede valvola per poter regolare l'immissione o emissione delle miscele gassose, come la miscela aria - combustibile o i gas di scarico, senza che questi ritornino indietro o fuoriescano dal cilindro durante le fasi di compressione e scoppio.

## Descrizione, materiali e manutenzione

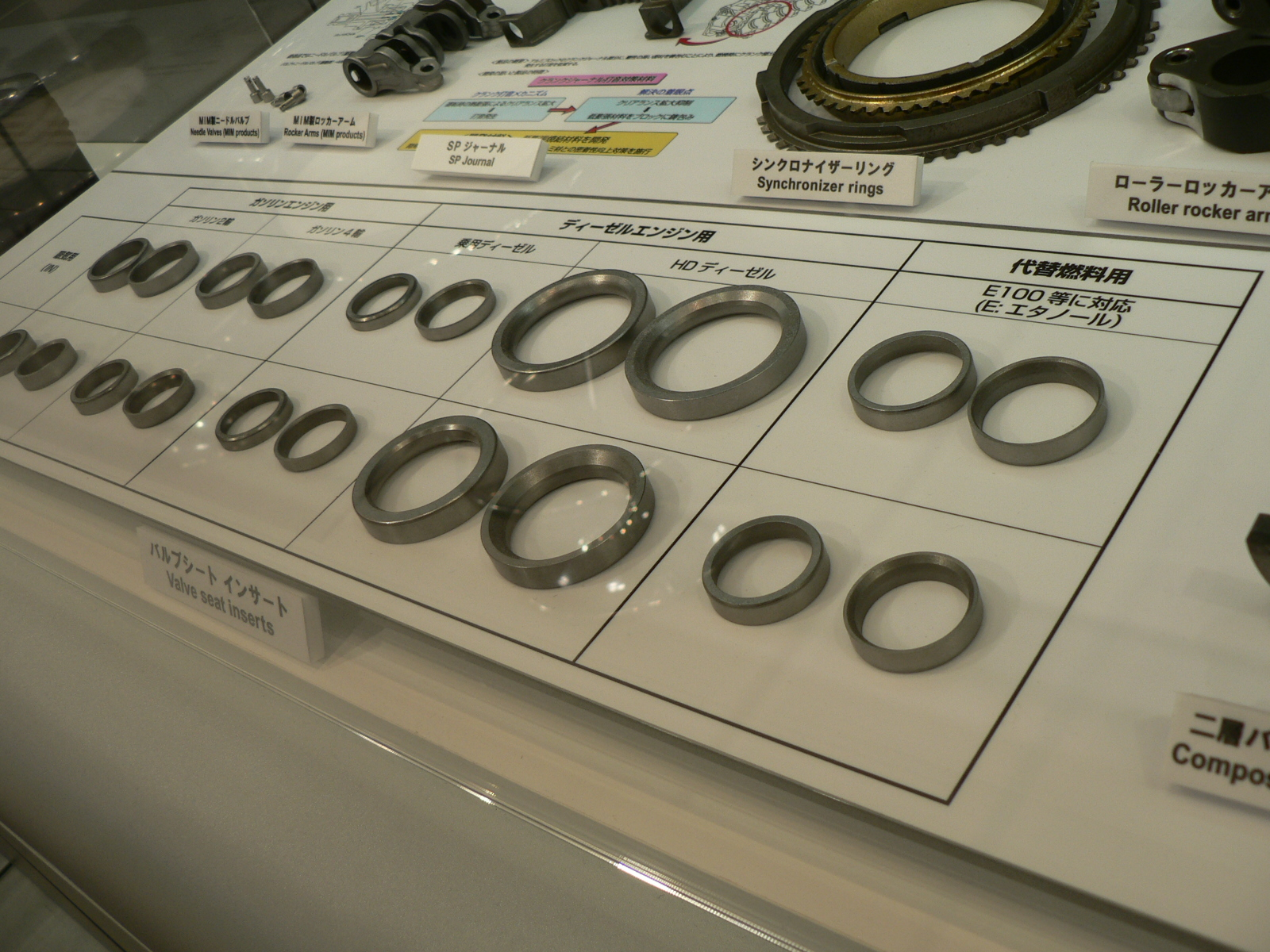
Diversi tipi di sedi della valvola a fungo

Le valvole a fungo vengono costruite con varie leghe:
- Invar, data da ferro e nichel, perché tale lega oltre a garantire la corretta resistenza allo stress d'esercizio e all'usura, ha anche una ridotta dilatazione, il che la rende perfetta per quest'applicazione ed è la lega utilizzata per la grande produzione.
- Nimonic, superlega a base di nichel (con aggiunta di cromo, alluminio e titanio) utilizzata per applicazioni ad alta temperatura e alto stress meccanico
- Acciaio al tungsteno, usata su alcuni motori sportivi, resiste anche a temperature molto elevate ma ha caratteristiche di rigidità inferiori e potrebbe quindi compromettere l'affidabilità.

Oltre a necessitare di caratteristiche di elevata resistenza e bassa dilatazione, le valvole devono disperdere in modo opportuno il calore. Per le valvole lato scarico, che sono soggette a temperature dei gas di scarico particolarmente elevate, la loro normale temperatura d'esercizio deve attestarsi intorno ai 800 °C; se superassero queste temperature, provocherebbero una accensione spontanea della miscela combustibile.
Alcune valvole a fungo di scarico per migliorarne il raffreddamento all'interno del corpo valvola (stelo o stelo e valvola) è cavo e riempito in parte con il sodio (che diventa liquido a 97,8 °C), che alle temperature di esercizio si fonde trasportando il calore dal fungo allo stelo per convezione mentre viene ripetutamente shakerato da un estremo all'altro della valvola.
Nei modelli più sportivi o nei ricambi aftermarket (non di primo impianto) sono disponibili valvole al titanio, che rispetto alle valvole costruite con la classica lega, garantiscono una maggiore leggerezza e qualità meccaniche, ma risultano notevolmente costose.
Tale valvola per lavorare correttamente deve avere una determinata sede, la quale può essere integrata (nei motori in ghisa) o riportata tramite inserti in acciaio, ghisa o bronzo e quindi essere un elemento a sé stante da alloggiare per interferenza, il quale deve essere profilato in modo da poter garantire una corretta chiusura del condotto, nel caso si debba sostituire uno di questi componenti o farne la revisione, si deve o è consigliato la smerigliatura degli stessi, in modo da ripristinarne il funzionamento ottimale.

## Disposizione
Le valvole a fungo possono essere disposte in due modi:
- Lateralmente, questa disposizione prevede la disposizione della valvola lateralmente al motore e non in testa, dando la certezza che queste non possano mai interferire con il pistone, questa disposizione viene utilizzata sulla distribuzione SV e in parte dalla distribuzione IOE.
- In testa, questa disposizione è la più utilizzata attualmente, prevede la disposizione delle valvole sulla testata del motore, disposizione usata nelle distribuzioni IOE, OHV, DOHC, SOHC e Desmo.

## Movimento
Il movimento d'apertura delle valvole è del tipo lineare, ma nel caso queste valvole siano più di due, possono assumere nomi diversi a seconda del loro movimento rispetto al centro del cilindro:
- Assiali/Parallelo, questo è lo schema più utilizzato, in cui le valvole con la stessa funzione (aspirazione o scarico), quando vengono azionate, rimangono parallele tra loro, portando ad avere una testata e pistone con il profilo a V.
- Radiali, questo è un sistema utilizzato da Ferrari, MV Agusta e attualmente da Aprilia, denominato Valvole radiali, dove tutte le valvole quando vengono azionate, si dirigono verso il centro del cilindro, portando ad una forma del pistone e della testa più vicina a quella di un motore a due tempi, per l'azionamento di tali valvole sono necessari dei profili dei lobi dell'albero a camme molto particolari, inoltre tale sistema occupa leggermente più spazio laterale rispetto al sistema "parallelo".

## Azionamento
Tali valvole possono essere azionate tramite diversi sistemi:
- Camme, si tratta di utilizzare dei lobi di un albero a camme il quale agisce direttamente sulla valvola, sistema utilizzato in parte per la distribuzione IOE e sulle distribuzioni DOHC e SV.
- Bilancieri, si tratta d'utilizzare un elemento interposto tra i lobi dell'albero a camme e la valvola stessa, in modo da utilizzare un solo albero e d'ampliare l'effetto dell'eccentricità dei lobi, sistema utilizzato in parte per la distribuzione IOE e sulle distribuzioni SOHC e Desmo.
- Aste e bilancieri, è una variazione del sistema a bilancieri, dove viene interposta un'asta tra il bilanciere e i lobi dell'albero a camme, questo perché tale albero è disposto lontano dalla valvola, come nel sistema OHV.
- Depressione, in alcune macchine utensili a motore termico 4 tempi la valvola d'aspirazione può essere comandata semplicemente dalla depressione generata dal motore e richiamata da una molla.

## Richiamo
Per far ritornare le valvole a fungo alla loro sede e chiudere il passaggio dei gas si possono utilizzare varie tecniche:
- Elastica, è la tecnica più antica e consiste nell'utilizzo di una o più molle elastiche per valvola, che possono essere costruite in vari materiali, generalmente acciaio armonico o titanio, per far chiudere la valvola.
- Pneumatica, è una tecnica molto costosa, generalmente riservata alle competizioni e consiste nell'utilizzo di una molla pneumatica, che ha lo stesso funzionamento della molla elastica, ma migliorando la chiusura agli elevati regimi eliminando il rimbalzo della valvola dalla sede.
- Desmodromica, è una tecnica poco utilizzata, che consiste nel comandare tramite bilancieri la chiusura della valvola.

Il richiamo della valvola è molto importante, in quanto una ridotta velocità di richiamo non permette alla valvola di copiare il profilo della camma e di non seguire in modo corretto la sua legge d'alzata, allo stesso modo una scarsa forza di richiamo (precarico) in condizione di valvola chiusa può indurre ad uno sfarfallio della valvola a fungo, in quanto rimbalza sulla sede per via della sua componente elastica e delle masse che la compongono.
La qualità del richiamo delle valvole oltre a dipendere strettamente dal sistema utilizzato per il richiamo, è strettamente correlato anche al peso delle singole valvole, motivo per cui nei motori sportivi che lavorano a regimi più elevati si prediligono valvole più leggere, generalmente utilizzando schemi con un numero maggiore di valvole.

## Dimensione e numero
Le valvole possono avere dimensioni:
- Uguali, sia le valvole di scarico che d'aspirazione hanno il medesimo diametro soluzioni usata su alcuni motori sovralimentati con pari valvole d'aspirazione e scarico.
- Differenziate, le valvole d'aspirazione se di par numero rispetto a quelle di scarico sono più grandi (le valvole di scarico hanno un diametro pari al 70% rispetto a quelle d'aspirazione), se sono di numero maggiore possono essere più piccole.

Per esempio in un motore aspirato si hanno diverse dimensioni delle valvole rispetto all'alesaggio, dove nel caso l'angolo tra le valvole sia di 0° si ha:
- 2 valvole per cilindro, valvola d'aspirazione pari a 0,44 dell'alesaggio, mentre le valvole di scarico sono pari a 0,38
- 3 valvole per cilindro, valvola d'aspirazione singola pari a 0,49 dell'alesaggio, mentre le 2 valvole di scarico sono pari a 0,3
- 4 valvole per cilindro, 2 valvole d'aspirazione pari a 0,33 dell'alesaggio, mentre le 2 valvole di scarico sono pari a 0,29

Mentre la distanza tra valvola e bordo del cilindro è pari a 0,03 rispetto al diametro, mentre la distanza tra le valvole di aspirazione o aspirazione e scarico è pari a 0,12, mentre la distanza tra valvole di scarico è pari 0,133.

Questi valori cambiano qualora l'angolo tra le valvole cresce, difatti all'aumentare dell'inclinazione (massimo 90°) si aumenta la superficie a disposizione, il che permette l'uso di valvole a diametro maggiore e di conseguenza cresce anche la sezione di passaggio, per fare un esempio una distribuzione a 4 valvole rispetto ad una distribuzione a 2 valvole risulta vantaggiosa sulla sezione totale di passaggio solo se l'angolo tra le valvole è inferiore a 68°, il che si ripercuote anche dal punto di vista fluidodinamico e quindi della respirazione del motore, in quanto la portata d'aria è strettamente correlata con la sezione di passaggio totale.

Ritornando ai valori riferiti alle valvole inclinate di 0° si ha che la distribuzione a 4 valvole lato aspirazione ha uno svantaggio del 9% rispetto ai sistemi a 3 valvole, mentre ha un vantaggio del 12,5% rispetto ai sistemi a 2 valvole, mentre sul lato scarico ha uno svantaggio del 6,5% rispetto ai sistemi a 3 valvole, mentre ha un vantaggio del 16,5% rispetto ai sistemi a 2 valvole.
Durante gli ultimi decenni del secondo millennio sono stati provati anche distribuzioni con 5 valvole per cilindro su svariati motori sportivi, ma si è arrivati ad usare anche 6 valvole per cilindro, in questo caso solo da Maserati con brevetto del 1985 e prototipo 6.36, altra casa che ha effettuato tale soluzione è la Ducati nella seconda metà degli anni Novanta